# Псковки
Псковки — деревня в Бежаницком районе Псковской области. Входит в состав сельского поселения муниципальное образование «Чихачёвская волость».
Расположена на реке Деревка, на восточной окраине волостного центра, села Чихачёво.

## Население
Численность населения по оценке на 2000 год составляла 44 жителя.